# العلاقات التشيكية اللاتفية
العلاقات التشيكية اللاتفية هي العلاقات الثنائية التي تجمع بين التشيك ولاتفيا.

## مقارنة بين البلدين
هذه مقارنة عامة ومرجعية للدولتين:
| وجه المقارنة                                              | التشيك                                                                            | لاتفيا                                             |
| --------------------------------------------------------- | --------------------------------------------------------------------------------- | -------------------------------------------------- |
| المساحة (كم2)                                             | 78.87 ألف                                                                         | 64.59 ألف                                          |
| عدد السكان (نسمة)                                         | 10.52 مليون                                                                       | 1.93 مليون                                         |
| الكثافة السكانية (ن./كم²)                                 | 133.38                                                                            | 29.88                                              |
| العاصمة                                                   | براغ                                                                              | ريغا                                               |
| اللغة الرسمية                                             | اللغة التشيكية                                                                    | اللغة اللاتفية                                     |
| العملة                                                    | كرونة تشيكية، كرونة تشيكوسلوفاكية                                                 | يورو، لاتس لاتفي، الروبل اللاتفي ‏، الروبل اللاتفي ‏ |
| الناتج المحلي الإجمالي (بليون دولار)                      | 215.73 مليار                                                                      | 30.26 مليار                                        |
| الناتج المحلي الإجمالي (تعادل القوة الشرائية) بليون دولار | 356.15 مليار                                                                      | 49.24 مليار                                        |
| الناتج المحلي الإجمالي الاسمي للفرد دولار أمريكي          | 17.55 ألف                                                                         | 14.06 ألف                                          |
| الناتج المحلي الإجمالي للفرد دولار أمريكي                 | 31.19 ألف                                                                         | 23.55 ألف                                          |
| مؤشر التنمية البشرية                                      | 0.878                                                                             | 0.819                                              |
| رمز المكالمات الدولي                                      | +420                                                                              | +371                                               |
| رمز الإنترنت                                              | .cz                                                                               | .lv                                                |
| المنطقة الزمنية                                           | ت ع م+01:00، ت ع م+02:00، توقيت وسط أوروبا، توقيت وسط أوروبا الصيفي، أوروبا/براغ ‏ | ت ع م+02:00، ت ع م+03:00، أوروبا/ريغا ‏             |

## مدن متوأمة
في ما يلي قائمة باتفاقيات التوأمة بين مدن تشيكية ولاتفية:
- ترتبط Luka nad Jihlavou [الإنجليزية]‏ مع ستايكل باتفاقية توأمة.
- ترتبط سوشيتسا مع سيغولدا باتفاقية توأمة.
- ترتبط Rosice [الإنجليزية]‏ مع سترنتشي باتفاقية توأمة.

## منظمات دولية مشتركة
يشترك البلدان في عضوية مجموعة من المنظمات الدولية، منها:
| علم المنظمة | اسم المنظمة                               | تاريخ انضمام التشيك | تاريخ انضمام لاتفيا |
| ----------- | ----------------------------------------- | ------------------- | ------------------- |
|             | المنظمة الأوروبية لسلامة الملاحة الجوية   | 1996                | 2011                |
|             | منظمة الشرطة الجنائية الدولية             | ?                   | ?                   |
|             | الاتحاد البريدي العالمي                   | ?                   | ?                   |
|             | مركز تنسيق الحركة في أوروبا ‏              | ?                   | ?                   |
|             | حلف شمال الأطلسي                          | 12 مارس 1999        | 29 مارس 2004        |
|             | منظمة التجارة العالمية                    | ?                   | 1999                |
|             | منظمة التعاون الاقتصادي والتنمية          | ?                   | 16 يونيو 2016       |
|             | الفريق المعني برصد الأرض                  | ?                   | ?                   |
|             | مجموعة الموردين النوويين                  | ?                   | ?                   |
|             | مؤسسة التنمية الدولية                     | 1993                | 11 أغسطس 1992       |
|             | اتفاقية السماوات المفتوحة                 | ?                   | ?                   |
|             | منظمة الأمن والتعاون في أوروبا            | 1993                | 10 سبتمبر 1991      |
|             | مؤسسة التمويل الدولية                     | 1993                | 29 سبتمبر 1993      |
|             | مجلس أوروبا                               | ?                   | ?                   |
|             | منظمة حظر الأسلحة الكيميائية              | ?                   | ?                   |
|             | الأمم المتحدة                             | 19 يناير 1993       | 17 سبتمبر 1991      |
|             | الاتحاد الدولي للاتصالات                  | 1993                | 11 ديسمبر 1921      |
|             | الاتحاد الأوروبي                          | 1 مايو 2004         | 1 مايو 2004         |
|             | البنك الدولي للإنشاء والتعمير             | 1993                | 11 أغسطس 1992       |
|             | مجموعة أستراليا                           | 1994                | 2004                |
|             | المركز الدولي لتسوية المنازعات الاستشارية | 22 أبريل 1993       | 7 سبتمبر 1997       |
|             | وكالة ضمان الاستثمار متعدد الأطراف        | 1993                | 21 أغسطس 1998       |
|             | يونسكو                                    | 22 فبراير 1993      | 9 يوليو 1951        |

## وصلات خارجية
- موقع وزارة الخارجية التشيكية
- موقع وزارة الخارجية اللاتفية